# Princess (film 2022)
Princess è un film italiano del 2022 diretto da Roberto De Paolis.

## Trama
Princess è una ragazza nigeriana che vive clandestinamente in Italia, lavorando come prostituta nella periferia di una grande città vicino al mare.
Le sue giornate sono fatte di incontri con i clienti, di qualche disavventura, ma anche di momenti di genuina spontaneità con le amiche e colleghe di lavoro.
Un giorno conosce per caso un uomo che torna a cercarla e si innamora di lei, ma per Princess il passaggio a una normale vita di coppia si rivelerà di una difficoltà insormontabile.

## Distribuzione
Il film è stato presentato in concorso nella sezione Orizzonti alla 79ª Mostra internazionale d'arte cinematografica di Venezia, come film d'apertura, ed è stato distribuito nelle sale cinematografiche italiane il 17 novembre 2022 da Lucky Red.

## Riconoscimenti
- 2022 - Mostra internazionale d'arte cinematografica
  - In concorso (Orizzonti)